# Neseuterpia deknuydti
Neseuterpia deknuydti là một loài bọ cánh cứng trong họ Cerambycidae.